# Benthana olfersii
Benthana olfersii là một loài chân đều trong họ Philosciidae. Loài này được Brandt miêu tả khoa học năm 1833.